# Muscoy, California
Muscoy, California (енгл. Muscoy) насељено је место без административног статуса у америчкој савезној држави Калифорнија.

## Демографија
По попису из 2010. године број становника је 10.644, што је 1.725 (19,3%) становника више него 2000. године.
| Група             | 2000.         | 2010.         |
| Белци             | 1.945 (21,8%) | 1.174 (11,0%) |
| Афроамериканци    | 687 (7,7%)    | 454 (4,3%)    |
| Азијати           | 85 (1,0%)     | 101 (0,9%)    |
| Хиспаноамериканци | 5.912 (66,3%) | 8.824 (82,9%) |
| Укупно            | 8.919         | 10.644        |